# Ерзянські прізвища
Ерзянські прізвища — прізвища, що поширені серед ерзян.

## Утворення прізвищ
Мордовські прізвища утворені за російським народним зразком формантами присвійних прикметників -ов (-єв, -ев) від основ на твердий приголосний та -ін, -ин від основ з фінальним -а: Кудаш — Кудашев, Кудашко — Кудашкін.
Етимологічні дослідження мордовських прізвищ роблять лише перші кроки. Також сама лексика мордовських мов ще мало вивчена, а лексика раніше XVI сторіччя, взагалі, майже невідома. Саме прізвища приховують у собі забуті старовинні мордовські слова. Важливими для вивчення також є мордовські прізвища поза межами Мордовії, бо 72 % всієї мордви живуть за межами республіки Мордовія.

### Прізвища «по-батькові»
Майже всі мордовські прізвища виникали від особистих чоловічих імен по батькові. Ще у середині 19 сторіччя за переписними книгами у ерзян зберігалися тимчасові «прізвища по-батькові», що змінювалися вже у їх дітей, відповідно до імен їх батьків. Тільки привілейовані верстви мордви (мордовські мурзи) носили прізвища.
Основи чоловічих особистих імен можливо інтерпретувати безпосереднє зі слів ерзянської мови. Відрізнялися форми одних й тих самих особистих імен, тому прізвища, що утворилися від них були ще строкатішими. Безпосередньо, з прізвиськового слова, що лежить в основі прізвища, прізвища не утворювалися. Наприклад:
- прізвище Піняев походить від особистого імені Піняй, основа якого піне, що має значення «собака»;
- прізвища Кірдябін, Кірдяєв, Кірдяшкін походять від по-батькові чоловічих особистих імен Кірдяпа, Кірдяй, Кірдяшка у основі яких лежить «кірді» — «терплячий».

Примітивні прізвища по-батькові, з яких виникали прізвища мордви, можна звести до 4 груп:
1. З мордовських дохристиянських особистих імен: Аржаєв від Аржай (аржо — «шрам, зазубрина»), Вечканов від Вечкан (з вечкєлс — «любити, поважати»). Прізвища з мордовськими мовними основами охоплюють приблизно 40 % мордви (кількісні коливання великі — 30-50 %).
2. З канонічних особистих імен, принесених православною церквою (їх називають «календарними»). Церковне ім'я не часто вживали у його повній формі. У повсякденній мові воно приймало усілякі похідні форми: рідко Федоров, частіше Федькін, Федюнін та інші, майже ніколи Афанасьєв, але Афонькін. Нерідко у прізвищі важко дізнатися ім'я, якому воно зобов'язане своїм походженням, наприклад Ларькін — з Іларіон. Прізвища з основами з канонічних імен охоплюють 25-30 % мордовських прізвищ.
3. З російських прозивних слів (Кузнєцов, Трєтьяров, Кочетков та інші, звичайно, теж від особистих імен; Кузнєц — ковалів син — Кузнєцов). Поширеність прізвищ цієї групи — 30--35 % мордви.
4. З імен тюркомовного походження, а також мусульманських особистих імен інших (арабської або іранських) мов, наприклад: Булаткін, Карабаєв, Ісламкін, Арасланкін). Залежно від розселення татар чисельність таких прізвищ у мордви коливається від одиничних випадків до 5-6 %.

### Запозичені прізвища
Переважають запозичення з інших мов, що мають зовнішню схожість з мордовськими іменами, наприклад з формантом -ай, з якими запозичені прізвища Ісайкін й Агєйкін, що зустрічаються серед Мордви частіше ніж поширені російські Іванов й Васильєв. Перейнято російські прізвища (Єрошкін, Тараскін) через їхню подібність до утворених з мордовських особистих імен прізвищ додачею суфіксів -ш, -с. Подібним чином російське ім'я Алексей («Олексій») та прізвища від нього адаптовано до мордовських через типове мордовське поєднання приголосних «кс» та ерзянське «локсей» — лебідь. Запозичено російські імена. З розповсюджених або прозивних імен, що не використовувалися росіянами для утворення прізвищ, були утворені мовними інструментами певно поширені прізвища (Пєтряйкін, Стєпайкін, Дєвятайкін, Дурнайкін).

### Прізвища нищівної форми
На Московщині з XVI сторіччя встановлена сувора обов'язкова соціальна форма іменування прізвищами з нищівним суфіксом -ка для осіб у пригніченому та гнобленому стані. Тепер нараховується до 4-7,5 % російських прізвищ з таким суфіксом. До мордви цю норму нищівної форми прізвищ застосували пізніше, ніж до московського народу. Так серед мордви з'явилися безліч прізвищ з закінченням -кін (Кудашкін, Піняйкін та інші). Поширення таких прізвищ серед мордви пояснюється наявність угро-фінського суфіксу -кка у значенні обмеженості, приналежності до певної групи (на нього вказав Б. О. Серебренников), з яким змішався запозичений російський суфікс -ка.

## Список ерзянських прізвищ

### А
- Абрамов — походить від імені по-батькові Обран; Мордовія (механізатор Василь Абрамов нар. 1933 у Шугурово; інженер-машинобудівник Віктор Абрамов нар. 1939 у Шугурово; історик, д.і.н. Володимир Абрамов нар. 1948 у Саранську; інженер партійний й державний діяч Іван Абрамов нар. 1946 у Шугурово; скульптор живописець Іван Абрамов, 1893—1959, нар. у селі Палімовка Бузулуцького району Оренбурзької області; письменник Кузьма Абрамов нар. 1914 у селі Старі Наймани; Ніна Абрамова (замужем Госткіна) 1923 село Пілеєво Атяшевського району Мордовії, вчителька)[1];
- Аброськін; Мордовія, Пензенська область (викладач Олександр Аброськін, нар. 1930 у селі Атяшево Атяшевського району Мордовії; генерал-полковник Микола Аброськін, нар. 1951 у селі Армійово Шемишейського району Пензенської області[1]);
- Авардін — походить від авардемс — плакати, а варда — не раб;
- Аверін походить від А вєрка — незграба; село Іншим у Пензенській області;
- Аверкін походить від А вєрка — незграба; місто Балаково у Саратовській області; Мордовія (міністр юстиції МАРСР у 1971—1974 роках Віктор Авєркін 1924—1992, нар у Саранську[1]);
- Автаєв; Мордовія (юрист Анатолій Автаєв, нар. 1950 у селі Пілєсєво Атяшевського району Мордовії[1]);
- Агафонов; Мордовія (агроном Михайло Агафонов нар. 1938 у селі Дворкі Атяшевського району Мордовії[1]);
- Агєвнін; Мордовія (акторка Тамара Агєвніна, нар. 1918 у Лабаські Атяшевського району Мордовії[1]);
- Агушин — походить від імені по-батькові Агуш; село Кочеліновка у Рязанській області;
- Адушкін — чоловіче імʼя Одуш (від Од — молодий), Одай; Мордовія (прокурор Віктор Адушкін нар. 1931 у селі Лабаські Ічалковського району Мордовії; герой СРСР Іван Адушкін, 1916—1975, нар. у селі Сімкіно Великоберезниковського району Мордовії, помер у Тернополі; історик д.і.н. Микола Адушкін, 1928—2001 нар. у селі Ардреєвка Атяшевського району Мордовії[1]);
- Ажеєв — походить від Ажия — голобля, походить від імені по-батькові Ажай;
- Айгоров — походить від Айгор — жеребець;
- Акємцев — походить від А кеміця — невіра; село Ташто Захарка у Пензенській області;
- Акімов; Мордовія (військовий лікар Гервасій Акімов нар. 1916 у селі Великі Ремєзьонкі Чамзинського району Мордовії; депутат ВР СРСР Петро Акімов нар. 1916 у селі Великі Ремєзьонкі Чамзінського району Мордовії; генерал-лейтенант Яків Акімов, 1901—1941 нар. у Ардатовському повіті Симбірської губернії[1]);
- Акулін — походить від А кули — безсмертний; село Апраксіно у Мордовії;
- Алаєв — походить від Ало — нижній, аля — молодець, парубок;
- Алашев, Алашеєв, Алашин — походить від Алаша — кінь, мерин;
- Алєксеєв; Нижньогородська область (релігійний поганський діяч терюхан Кузьма Алексеєв нар. 1764 у сельці Велике Сєскіно у Нижньогородській області[1]);
- Алов — походить від Ал — яйце, ало — нижній;
- Алпеєв — походить від Ало пє — нижній кінець;
- Алькін — походить від Аля — парубок, молодець; альнє — молодший брат чоловіка; Пензенська область;
- Альошкін; Челябінська область (літературознавець к.філолог.н. Андрій Альошкін нар. 1935 у сельці Каліновка Сорокінського району Тюменської області; живописець й графік Андрій Альошкін нар. 1959 у Челябінську[1]);
- Аляєв — походить від Аля — молодець, парубок; Нижньогородська область;
- Алякін — походить від Аля — молодець, парубок;
- Анашкін — походить від імені по-батькові Анаш; Пензенська область;
- Андронов; Мордовія (Володимир Андронов нар. 1950 на кордоні Єрьоміні Ічалковського району Мордовії[1]);
- Аношкін походить від А ношка — тупий; Нижньогородська область, Мордовія;
- Антонов; Мордовія, Чувашія (письменник Іван Антонов, 1919—1960, з села Сігачи Батиревського району Чувашії; співачка Марія Антонова, нар. 1926 у селі Лєвжа Рузаєвського району Мордовії[1]);
- Ануркін — походить від А нурька — коротиш; село Матвеєвка у Саратовській області;
- Апраксін; Чувашія (герой СРСР Сергій Апраксін нар. 1923 у селі Атрать Алатирського району Чувашії[1]);
- Арапов; Мордовія (повний георгіївський кавалер, учасник Балканських війн Росії Ілларіон Арапов 1882—1917 нар. у селі Шугурово Великоберезниковського району Мордовії; поет і публіцист Олександр Арапов, нар. 1959 у Чиндяново Дубьонського району Мордовії; радянський і партійний діяч, редактор газети, співавтор букваря, звинувачений у ерзянському націоналізмі й розстріляний Іван Арапов, 1901—1938 з села Морга Дубьонського району Мордовії[1]);
- Ардемасов — походить від Ардемас;
- Аренін; Модовія (генерал-майор міліції Сергій Аренін нар. 1958 у Саранську[1]);
- Аржадеєв; Мордовія (актор, засновник Мордовського національного театру Іван Аржадеєв, 1914—1976 з села Лабаські Ічалковського району Мордовії[1]);
- Арзамасцев — походить від міста Арзамас; Пензенська область;
- Арзютов; Пензенська область (археолог, репресований Микола Арзютов 1899—1942 нар. у селі Чумаєво Камєшкірського району Пензенської області[1]);
- Аркаєв (гімнаст Леонід Аркаєв, нар. у Москві[1]);
- Арлашкін; Чувашія (герой СРСР Григорій Арлашкін 1918—1945 нар. у Напольне Порецького району Чувашії[1]);
- Артаєв — походить від імені по-батькові Артомс, Артай; село Марево у Чамзинському районі Мордовії;
- Артамонов — походить від Артомс — барвистий; село Ламбаське у Мордовії;
- Артанов — походить від Артан — швачка; Самарська область;
- Артюшин — походить від імені по-батькові Артюш; Пензенська область;
- Асляэв — походить від імені по-батькові Асляй; Мордовія (військовий Микола Асляев, 1919-06.09.1942, нар. у Чамзинському районі Мордовії[1]);
- Асманов; Мордовія (герой СРСР Олександр Асманов 1924—1943 нар. Нове Чамзіно Великоігнатовського району Мордовії; герой Соц. Праці Яків Асманов 1914—1986 нар. у селі Чукали Великоігнатовського району Мордовії[1]);
- Астайкін; Мордовія (науковець Анатолій Астайкін нар. 1941 у Саранську; радянський й партійний діяч Іван Астайкін 1917—1987 нар. у селі Сімкіно Великоберезниковського району Мордовії[1]);
- Асташев — походить від імені по-батькові Асташ, Астай; Саратовська область;
- Асташкін — походить від імені по-батькові Асташ, Астай; Пензенська область;
- Атласов; Мордовія (інженер-електрик Микола Атласов нар. 1937 у селі Тарасово Атяшевського району Мордовії[1]);
- Атюшев, Атюшов — походить від імені по-батькові Атюш; село Ташто Захарка у Пензенській області (солдат Андрій Атюшов, 1905-19.06.1944, нар. у Ташто Захарка, Пензенської області[1]);
- Афрін; Мордовія (інженер-технолог Олег Африн нар. 1937 у Саранську[1]);
- Ахаєв; Чувашія (герой СРСР Пилип Ахаєв 1918—1979 нар. у сельці Риндіно Порецького району Чувашії[1]);
- Ашаєв — походить від імені по-батькові Ашай; Мордовія;
- Ашин, Ашов — походить від Ашо — білий;
- Ашкін походить від Ашко — хомут, ярмо;
- Ашков походить від Ашко — хомут, ярмо; Очко;
- Аштаєв — походить від імені по-батькові Аштай;
- Ашутов (генерал-майор Вадим Ашутов нар. 1924 у селі Кєндя Ічалковського району Мордовії[1]).

### Б
- Бажанов — походить від Бажамс — бажати (журналіст й письменник Володимир Бажанов 1874—1955 з Курилово Ромодановського району Мордовії[1]);
- Бажов — походить від Бажамс — бажати;
- Бажутов — походить від Бажамс — бажати, й Бажут — походить від імені по-батькові; село Кільдюш у Нижньогородській області й село Ерзянь Адлякува у Самарській області;
- Базакін — походить від Поза — квас, позакадозь — осовіти, обаранити; село Куцян у Мордовії;
- Базін; Ульяновська область (прокурор Олександр Базін нар. 1951 у селі Оськіно Інзенського району Ульяновської області[1]);
- Байгушкін — походить від імені по-батькові Байгуж; Мордовія;
- Байков; Мордовія (герой Соц. праці Ганна Байкова — нар. 1930 у селі Великі Ремєзьонкі Чамзинського району Мордовії; господарник Микола Байков нар. 1932 у Кажлодці Торбеєвського району Мордовії[1]);
- Байтяков — походить від Байтяк — доволі, чимало; Мордовія;
- Байчурін — (Володимир Федорович Байчурін 1909-19.03.1942 з села Яміцино Інсарського району Мордовії, військовий[1]);
- Бакланов — походить від Баклан — ледащо баглій — нероба, баклага — баклага; Пензенська область (Тимофій Бакланов, 1909-31.03.1943 з села Ташто Дьомкіно Шемишейського району Пензенської області, військовий[1]);
- Бакунов — походить від Бака; Самарська область, Кінєльський район Пензенської області;
- Балахонов; Мордовія (маляр Лідія Балахонова нар. 1940 у селі Аржадеєво Великоігнатовського району Мордовії[1]);
- Баргов — походить від Парго — козуб, берестянка, кіш; Мордовія (живописець Анатолій Баргов нар. 1955 у Магнітогорську Челябінської області[1]);
- Бардін; Мордовія (урядовць й НКВДіст Михайло Бардін 1913—1982 нар. у селі Напольна Тавла Кочкуровського району Мордовії[1]);
- Баринов; Мордовія (Валентина Баринова 1950 у селі Чамзинка Чамзинського району Мордовії; будівельник, Герой соц. праці Григорій Баринов 1911—1981 нар. у селі Луньга Ардатовського району Мордовії[1]);
- Баркін; Мордовія (торговий працівник Марія Баркіна 1936 у селі Лобаськи Ічалковського району Мордовії[1]);
- Батяєв — походить від Патяй; село Турдак у Мордовії (агроном Григорій Батяєв 1926 у селі Нижні Турдаки Кочкуровського району Мордовії[1]);
- Бахарев; Мордовія (Герой СРСР Василь Бахарев 1909—1985 нар. у селі Аржадеєво Великоігнатовського району Мордовії[1]);
- Башаєв; Оренбурзька область (радянський діяч Пантелеймон Башаєв 1869—1944 нар. у сельці Єлань (тепер Мартиновка) Алєксеєвського району Оренбурзької області[1]);
- Баюшев — походить від імені по-батькові Баюш; Самарська область;
- Баюшкін (Микола Баюшкін 1947 у Комсомольського району Івановської області);
- Беззубов; Мордовія (народна сказительниця Фьокла Беззубова 1880—1966 нар. у селі Од-Мурза (тепер Нижні Турдаки) Кочкуровського району Мордовії[1]);
- Бєзнаєв — походить від імені по-батькові Пезнай; Чамзинський район Мордовії (військовий Федір Бєзнав з села Хлистовка,1908-22.01.1942[1]);
- Бєкташев — походить від імені по-батькові Бекташ; село Кільдюш у Нижньогородській області;
- Беспалов; Мордовія (співачка Раїса Бєспалова (за мужем Єремеєва), 1925—1993 з села Курилово Ромодановського району Мордовії[1]);
- Бєтяєв; Мордовія (репресований к.філосов.н. Яків Бєтяєв 1900—1953 нар. у селі Болдасєво Ічалковського району Мордовії[1]);
- Бібін; Мордовія (д.і.н. Михайло Бібін нар. 1951 у селі Челпаново Атяшевського району Мордовії; мовознавець Михайло Бібін нар. 1929 у селі Челпаново Атяшевського району Мордовії; кранівниця Тетяна Бібіна 1939—1960 нар. у селі Челпаново Атяшевського району Мордовії[1]);
- Бібішкін — походить від Бібіш; село Кільдюш Нижньогородській області;
- Біушкн; Мордовія (Марія Біушкіна нар. 1925 у селі Морга Дубьонського району Мордовії[1]);
- Біюшев — походить від імені по-батькові Біюш; село Опраксіно Чамзинського району Мордовії;
- Бобков; Мордовія (хірург Валерій Бобков нар. 1939 у місті Ардатов[1]);
- Бодриков — походить від імені по-батькові Бодрай; село Кільдюш у Нижньогородській області;
- Бодякшин; Нижньогородська область (просвітник ерзі Іван Бодякшин, 1889—1963 Пєрмеєво Великоболдінського району Нижньогородської обл.[1]);
- Бойнов; Мордовія (комуністичний діяч Григорій Бойнов 1907—1985 нар. у селі Іромасово Теньгушевського району Мордовії; вчителька Марія Бойнова 1915—2000 нар. у селі Широмасово Теньгушевського району Мордовії);[1]
- Бокарєв — походить від Пакарь; село Наришкіно у Пензенській області;
- Бокін походить від Бока, бука; Ульяновська область;
- Болдирєв — походить від Болдирь (покш путкотевкс); Пензенська область;
- Болховітінов — походить від Болха вітємс; Рязанська область;
- Болькін — походить від імені по-батькові Боляй; село Покш Ігнат у Мордовії;
- Боляєв — походить від імені по-батькові Боляй (Акай Боляєв –нацаональний ерзянський герой, учасник селянської війни 1670—1671 років під проводом Степана Разіна проти Московського царства[1]);
- Борейкін — походить від Поремс, пуре; Мордовія (журналіст Петро Борейкін, 1921—1990 нар. у селі Старі Сєліщи Великоігнатовського району Мордовії[1]);
- Борискін; Нижньогородська область (Герой СРСР Федір Борискін 1909—1943 нар. у селі Корино Шатковського району Нижньогородської області[1]);
- Борисов; Мордовія (фольклорист Андрій Борисов 1925—1991 нар. у селі Сабанчеєво Атяшевського району Мордовії; будівельник Микола Борисов нар. 1947 у селі Поводімово Дубьонського району Мордовії[1]);
- Боров; Самарська область (борець Михайло Боров 1896—1941 нар. у селі Архангельське (або Ключі; тепер Красні Ключі) Похвістневського району Самарської області[1]);
- Бочкарьов; Мордовія (рад. і парт. діяч журналіст Василь Бочкарьов, 1924—2000, нар у селі Велике Ігнатово Великоігнатовського району Мордовії[1]);
- Бочкін — походить від російського Бочка; село Вірь Тавла у Мордовії;
- Бояркін; Мордовія (вчителька Євгенія Ояркіна нар. 1936 у селі Кабаєво Дубьонського району Мордовії; музикознавець Микола Бояркін нар. 1947 у селі Кіржемани Чамзинського району Мордовії[1]);
- Брижинський — походить від Брижат; Мордовія (літературознавець Андрій Брижинський, нар. 1948 у селі Нижня Тягловка Кочкуровського району Мордовія; театрознавець Василь Брижинський, нар. 1934 у селі Нижня Тягловка Кочкуровського району Мордовія; письменник Михайло Брижинський нар. 1951 у селі Нижня Тягловка Кочкуровського району Мордовії[1]);
- Бровцев; Мордовія (Герой СРСР Микола Бровцев 1915—1945 нар. у селі Турдаково Дубьонського району Мордовії[1]);
- Буділін; Ульяновська область (Герой СРСР Іван Буділін 1924—1995 нар. у селі Алєксандровка Цильнінського району Ульяновської області[1]);
- Бузаков; Мордовія (мовознавець Раїса Бузакова нар. 1031 у селі Лобаські Атяшевського району Мордовії[1]);
- Букаєв — походить від Бука;
- Букін — походить від Бука;
- Булигін — походить від Булига, пулагай; села Ломбаське й Козловка у Мордовії;
- Бурнаєв — походить від імені по-батькові Бурнай; Мордовія (вчитель Павло Бурнаєв нар. 1941 у селі Поводімово Дубьонського району Мордовії[1]);
- Бурнайкін; Мордовія (будівельник Микола Бурнайкін нар. 1953 у селі Кочкурово Кочкуровського району Мордовії[1]);
- Бухаркін; Мордовія (партійний діяч й урядовець Володимир Бухаркін нар. 1947 у селищі Ульяновка Атяшевського району Мордовії[1]);
- Буянкін — походить від Бує, Буян; Ічалковський район Мордовії й село Кільдюш у Нижньогородській області;
- Буянов — походить від Бує, Буян; село Копос Атяшевського району Мордовії;

### В
- Вавілкін; Мордовія (компартієць Олександр Вавілкін 1948—2002 нар. у селі Алово Атяшевського району Мордовії; механізатор Олексій Вавілкін нар. 1924 у селі Алово Атяшевського району Мордовії[1]);
- Важдаєв (Вождаєв); Нижньогородська область (Микола Важдаєв (Вождаєв) 1897—1938 з села Кільдюшево (Кєльдюшево) Лукояновського району Нижньогородської області, з 1934 нарком освіти МАРСР, розстріляно[1]);
- Вазов — походить від Ваз;
- Валдепін — походить від Валдо пінэ;
- Валов — походить від Вал; Нижньогородська область;
- Вальков; Мордовія (Віктор Вальков 1931—1995 з селища Василівка Ічалковського району Мордовії радянський-компартійний робітник[1]);
- Вальмін — походить від Вальма;
- Валюгін; Пензенська область (Зоя Валюгіна 1920—1998 з сельця Пяша Мокшанського району Пензенської області лікар[1]);
- Валявнін;
- Валяспін;
- Вантюсов — походить від Вандола тюс; Інсарський район; Мордовія;
- Варакін — походить від Варака;
- Варганов — походить від Варган (сєдікєлєнь седямопєль);
- Варгін — походить від Варьга; Нижньогородська область;
- Варламов; Мордовія (Степан Варламов 1887—1942 з села Піксясі Ардатовського району Мордовії, вчитель[1]);
- Варьгасов — походить від Варьга;
- Варьгін — походить від Варьга;
- Варякін — походить від Варя;
- Васєнєв — походить від Васєнь;
- Васильєв; Оренбурзька й Томська області (Дмитрій Васильєв 1898-… села Шулаєвка Курманаєвського району Оренбурзької області; Тимофій Васильєв з сельця Тавла Зирянського район Томської області, радянський діяч, організатор Мордовської автономії[1]);
- Вачев — походить від Вачо;
- Вашаєв — походить від Вашо;
- Вашанов — походить від Вашо;
- Вашорін — походить від Вашо, ур, уре;
- Вашурін — походить від Вашо, уре;
- Вдовін; Мордовія й Тульська область (Гаврила Вдовін нар. 1940 у Саранську, композитор; Григорій Вдовін 1905—1992 з села Ічалкі Ічалкінського району Мордовії, актор; Костянтин Вдовін нар. 1929 з села Поводімово Дубтонського району Мордовії господарник; Сергій Вдовін нар. 1958 з міста Узлова Тульської області, урядовець[1]);
- Вєдєв — походить від Вєдь;
- Вєдєнеєв — походить від Вєдєнь нєї;
- Вєдєньков — походить від Вєдь;
- Вєдєнякін — походить від Вєдєнь няка;
- Вєдєняпін — походить від Вєдєнь пінє; Пензенська область;
- Вєдяннков — походить від імені по-батькові Відян; Мордовія;
- Вєдяшкін — походить від імені по-батькові Відяш, Відяй; Пензенська область;
- Вєлєдеєв — походить від Вєлєнь тєї, Вєльдєй;
- Вєлєнтеєв — походить від Вєлєнь тєї, Вєльдєй;
- Вєльдяскін; Мордовія (Василь Вєльдяскін 1916—1993 з села Курилово Ромодановського району Мордовії, викладач освітянин[1]);
- Вєльмакін — походить від Вєльмака; Мордовія;
- Вельматов — походить від імені по-батькові Вєльмат; Мордовія;
- Вельямінов — походить від імені по-батькові Вільян ди Міна;
- Вєргізов — походить від Вєргіз; Мордовія;
- Вєрєв — походить від Вєрь, вєрє;
- Верендякін — походить від Вєрень тяка, тєї; Нижньогородська область, Мордовія (Володимир Вєрендякін нар. 1899 у селі Ічалкі Ічалковського району Мордовії; радянський і партійний діяч[1]);
- Вєресаєв — походить від Вєрь саї;
- Вєретін; Тамбовська область;
- Вєретьянов; Нижньогородська область (Ксенія Вєретьянова 1916—1991 з села Новоселкі Лукояновського району Нижньогородської області, вчителька[1]);
- Вєчканов — походить від імені по-батькові Вєчкємс, Вєчкан; село Кільдюш Нижньогородська область (Віктор Вєчканов 1955—1995 з села Батушево Атюшевського району Мордовії, живописець; Серафим Вєчканов 1914—1965 з села Какіно Гагінського району Нижньогородської області[1]);
- Вєшаєв — походить від імені по-батькові Вєшемс, Вєшай; Шатковський район Нижньогородська область;
- Вєшуткін; Нижньогородсбка область (Іван Вєшуткін нар. 1912 у селі Ітманово Гагінського району Нижньогородської області, радянський-партійний діяч);
- Відманов — походить від Відьмє, вєдьмє, чоловічлго ім'я Відман; Мордовія (Віктор Відьманов нар. 1934 у селі Баєвка Ніколаєвського району Ульяновська область, господарник; Віра Відманова нар. 1942 у колишньому селищі Яндова Ічалкинського району Мордовії, філолог; Павло Відманов 1915—1942 з села Ічалкі Ічалкинського району Мордовії, актор[1]);
- Відяєв — походить від імені по-батькові Відяй; Відіця. Відєчинь кіс аштіця; село Вірь Тавла Атяшевського району Мордовія (Відяєв Ф. А. — Щ-422 ведь алга укшныця венчень прявт. Венчесь ваявтозь ойнань шкастонть Баренц иневедьсэнть, тувталтнэ асодавикст, венчень прявтось ды весе 44 ушманонзо боевой укшномастонть эзть велявто. Мурманська область ней ули ведь алга укшныцянь ошке Відяєво[1]);
- Відяпін — походить від імені по-батькові Відяпа;
- Відясов — походить від імені по-батькові Відяс;
- Вільдяєв — походить від імені по-батькові Вільдяй; село Покш ігнат, Мордовія (Антоніна Вільдяєва 1928—2001 з села Пілєсєво Атяшовського району Мордовії, вчителька[1]);
- Вінтін; Мордовія (Микола Вінтін нар. 1948 у селі Ічалкі Ічалковського району Мордовії, хірург[1]);
- Вірін — походить від Вірь;
- Вірьгасов — походить чоловічого ім'я від Вірь, Вірьгаз;
- Вірясов — походить від Віряз;
- Вітюкін — походить від Вітемс; Саратовська область;
- Власов; Мордовія (Марія Власова 1933—1999 з села Тарасово Атяшевського району Мордовії, вчителька[1]);
- Водясов; Мордовія (Любов Водясова нар. 1958 у селі Напольна Тавла Октябрського району міста Саранська Мордовії, мовознавець д.ф.н.[1]);
- Вождаєв — походить від імені по-батькові Важдай;
- Волгушев; Мордовія (Дмитро Волгушев 1937—2001 з села Поводімово Дубьонського району Мордовії, господарник; Іван Волгушев нар. 1947 у селі Антоновка Дубьонського району Мордовії, господарник[1]);
- Воропаєв — походить від Воронь пє, Вєре пє; Тамбовська область;

### Г
- Гаваєв; Мордовія (Микола Гаваєв нар. 1922 у селі Лобаські Атяшевського району Мордовії, компартієць[1]);
- Гагін; Мордовія (Михайло Гагін 1911—1987 з села Налітово (тепер Пуркаєво) Дубьонського району Мордовії, будівельник[1]);
- Галаєв походить від імені по-батькові Гала, Галай; Балашовський район Саратовська область, Мордовія (Петро Галаєв 1880—1938 з села Лобаські Ічалковського району Мордовії, рад.-компарт. діяч, розстріляно за ерзянський буржуазний націоналізм[1]);
- Галанов — походить від імені по-батькові Гала, Галай; Нижньогородська область;
- Галкін; Пензенська область (Іван Галкін з села Мачкасси Шемишейського району Пензенської області, компарт.-профспілк. діяч[1]);
- Ганін; Мордовія (Людмила Ганіна нар. 1955 з села Парадеєво Ічалковського району Мордовії, співачка[1]);
- Гариков — походить від Карь; село Отяж Мордовія;
- Глухов; Чувашія (Петро Глухов 1897—1979 з села Малі Кармали Ібресінського району Чувашії, письменник[1]);
- Горбунов; Мордовія (Василь Горбунов (Пурьгінє) 1914—1983 з села Лобаські Ічалковського району Мордовії, літературознавець; Генріх Горбунов у 1937 селі Ічапкі Ічалковського району Мордовії, літературознавець к.філолог.н.; Іван Горбунов 1892—1970 з села Лобаські Ічалковського району Мордовії, рад.-компарт. діяч; Олексій Горбунов 18 сторіччя з Саранську, старовір й ідеолог опозиції абсолютизму й боротьби з кріпацтвом[1]);
- Горячкін; Мордовія (Тимофій Горячкін 1922—1974 з села Чамзінка Чамзинського району Мордовії, герой СРСР[1]);
- Готін; Мордовія (Клавдія Готіна нар. 1930 у селі Кочурово Кочуровського району Мордовії, вчителька[1]);
- Гребінцов; Мордовія (Дмитро Гребєнцов 1895—1938 з села Узаєво Великоберениковського району Мордовії, журналіст[1]);
- Гребньов; Мордовія (Антоніна Гребньова 1907—1990 з села Сємілєй Кочкуровського району Мордовії, вчителька[1]);
- Грибов; Алтайський край (Олена Грибова 1919—1986 з селища Камбуліно Алтайського краю, співачка[1]);
- Григорькін; Мордовія (Володимир Григорькін 1935-… з села Курилово Ромодановського району Мордовії, генерал-лейтенант[1]);
- Гришин; Мордовія (Арсеній Гришин 1904—1942 з села Старі Турдакі Кочкурського району Мордовії, партизан на Мінщині; Любов Гришина нар. 1952 у місті Новосибірськ, пресовщиця й машинобудівник[1]);
- Грузнов; Мордовія (Павло Грузнов нар. 1938 у селі Поводімово Дубьонського району Мордовії, історик к.і.н. професор[1]);
- Громов; Мордовія (Геннадій Громов нар. 1960 у селі Піксясі Ардатовського району Мордовії, міністр уряду Мордовії[1]);
- Гугушкін — походить від імені Гугуш; село Кільдюш Нижньогородська область;
- Гундяєв (патріарх Московський Кирило (Володимир Гундяєв) нар. 1946 у Санкт-Петербурзі[2]);
- Гуряшкін — походить від Гурямс; село Кільдюш Нижньогородська область;
- Гур'янов; Мордовія (Олександр Гур'янов нар. 1954 у селі Низовка Ардатовського району Мордовії, зоотехнік д.с.-г.н.; Григорій Гур'янов 1914—1963 з села Стара Шентала Шенталінського району Самарської області, герой СРСР; Сергій Гур'янов нар. 1928 у селищі Красний Боєць Ісаклинського району Самарської області, соціолог д.ф.н.[1]);
- Гутрин; Мордовія (Тетяна Гутрина нар. 1928 у селі Дюркі Атяшевського району Мордовії, доярка, депутат і герой соц. праці[1]);

### Д
- Давидов; Саратовська область (Володимир Давидов нар. 1904-… у Саратові, рад., компарт. і госп. діяч[1]);
- Дадонов — походить від Дадан (нєшкє); Мордовія;
- Данілов; Самарська область (Григорій Данілов 1927—1995 з села Тудова Солянка Кінель-Черкаського району Самарської області, агролісомеліоратор, д.с.-г.н. професор[1]);
- Дев'ятаєв — походить від російського «дев'ятий»;
- Девяткін — походить від російського «Дев'ятий»; Неяви, вейксэце эйкакшонь шачтамось эрзятнень туртов эрсекшнесь седикеле редявиксекс тевекс. Смустензэ коряс эряви арсемс; Мордовія (Катерина Дєв'яткіна нар. 1931 у селі Чамзінка Чамзінського району Мордовії, вчителька[1]);
- Дємєнтьєв; Мордовія (Олександр Дємєнтьєв нар. 1962 у селі Стандрово Теньгушевського району Мордовії, с.-г. господарник[1]);
- Дєргунов; (Василь Дєргунов нар. 1934 у селі Великі Ремєзьонкі, будівельник[1]);
- Дємяшкін; Мордовія (Дмитро Дємяшкін нар. 1982 у Саранську, піаніст[1]);
- Дирін; Мордовія (Юрій Дирін нар. 1967 у селі Кочкурово Дубьонського району Мордовії, живописець[1]);
- Долгачов; (Олександр Долгачов нар. 1931 у селі Чукали-на-Вєжнє, рад.і компарт. діяч[1]);
- Домнін — походить від імені Домна; Чамзинський район, Мордовія;
- Дорогойченко (Дорогойченков); Самарська область (Олексій Дорогойченко (Дорогойченков) 1894—1947 з села Велика Кам'янка Красноярського району Самарської області, письменник[1]);
- Доронін; Мордовія (Олександр Доронін нар. 1947 у сельці Петровка Великоігнатовського району Мордовії, поет і письменник[1]);
- Дорофеєв; Мордовія (Олексій Дорофеєв нар. 1949 у селі Старе Чамзіно Великоігнатовського району Мордовії, господарник[1]);
- Дригунов — походить від імені по-батькові Дрига; Шемишейський район Пензенської області;
- Дуботолкін — походить від Дуболго; Пензенська область;
- Дугушкін походить від імені по-батькові Дугуж; Мордовія (Микола Дугушкін нар. 1955 у селі Кученяєво Ардатовського району Мордовії, зооінженер д.с.-г.н.[1]);
- Дудоров; Ульяновська область (Ганна Дудорова нар. 1918 у селі Канабеєвка Вєшкаймського району Ульяновської області, герой соц. праці[1]);
- Дуцев — походить від Туї тєв; село Кільдюш Нижньогородська область (Іван Дуцев нар. 1941 у селі Кельдюшево Лукояновського району Нижньогородської області, господарник[1]);
- Дьомін; Мордовія (Василь Дьомін нар. 1955 у селі Шугурово Великоберезніковського району Мордовії, літературознаець, д.філолог.н., професор[1]);
- Дьошкін; Мордовія (Петро Дьошкін 19 сторіччя з села Кабаєво Дубьонського району Мордовії, винахідник[1]);
- Дючков (Дьячков); Мордовія (Іван Дючков (Дьячков) 1891—1921 з сельця Суподеєвка Ардатовського району Мордовії, революціонер, що встанолював рад. владу[1]);

### Є
- Євплаков; село Наченали Чамзинського району Мордовії;
- Єгоров; Пензенська область (Григорій Єгоров 1891—1963 з села Камаєвка Лопатинського району Пензенської області, організатор ерзянського видавництва, перекладач[1]);
- Єдєлєв; Мордовія (Петро Єдєлєв 1909—1973 з села Шукали Великоігнатовського району Мордовії, герой СРСР[1]);
- Єлгін — походить від Ялга;
- Єлхін — походить від Ялга; село Кочкуши Чамзинського району Мордовії;.
- Єматов — походить від Йомамс;
- Ємелін — походить від А мєльсе; Ічалковський район Мордовія;
- Єрашев — походить від Ерямс, Ерюш;
- Єремеєв; Мордовія (Дмитро Єремеєв нар. 1927 у селі Курилово Ромодановського району Мордовії, співак тенор[1]);
- Єришов — походить від імені по-батькові Ерюш; Нижньогородська область;
- Єрін — походить від Ерямс, ері;
- Єрмаков — походить від Ярмак; Пензенська область, Рязанська область (село Інакіно);
- Єрмішев — походить від імені Ерміж, Ерьмєзь; Пензенська область;
- Єрмошин — походить від Ярмак;
- Єрмошкін — походить від Ярмак; село Кільдюш Нижньогородська область;
- Єрушев — походить від імені Ерюш; село Наришкіно Балаковського району Саратовська область, Пензенська область (Микола Єрушев 1890—1972 з села Бєгуч Камєшкірського району Пензенської області, живописець, з 1900 року родина мешкала на Алтаї[1]);
- Єрушов — походить від імені по-батькові Ерюш; село Захарка Самарська область;
- Єршков; Мордовія (Микола Єршков нар. 1944 у селі Сузгар'я Рузаєвського району Мордовії, художник[1]);
- Єрюшов — походить від ерзянського чоловічого ім'я Ерюш; село Захарка Самарська область;
- Єряшев — походить від Ерямс; Мордовія;
- Єрьомкін; Мордовія (Віктор Єрьомкін нар. 1949 у селі Чиндяново Дубьонського району Мордовії, тракторист, засл. механізатор РРФСР[1]);
- Єсін — походить від Есєнь; Пензенська область;
- Єфимов; Мордовія (Валентина Єфимова 1937—1997 з села Пєрмісі Великоберезниковського району Мордовії, хірург-онколог[1]);
- Єфимкін; Мордовія (Людмила Єфімкіна нар. 1981 у селі Шугурово Великоберезниковського району Мордовії, легкоатлет[1]);

### Ж
- Жабін — походить від Жаба (ейкакш); Пензенська область;
- Жадєйкін; Мордовія (Максим Жадєйкін 1914—1944 з села Налітово (тепер Пуркаєво) Дубьонського району Мордовії, герой СРСР, помер в Україні[1]);
- Жаравін — походить від Чарри, ава;
- Жарков — походить від Чари; Чамзинський район Мордовії;
- Жегалін — походить від Чей ди кал; Мордовія;
- Жеглов — походить від Зиглой; село Кільдюш Нижньогородська область;
- Желтов; Чувашія (Дмитро Желтов 1890—1961 з села Напольне Перецького району Чувашії, рад.-компарт. діяч[1]);
- Желяєв — походить від імені по-батькові Жиляй; Пензенська область;
- Жерєб'єв — походить від Чире пє; Саратовська область;
- Живаєв; Мордовія (Віктор Живаєв нар. 1928 у селі Тарасово Атяшевського району Мордовії, актор, журналіст[1]);
- Жиганов; Мордовія (Михайло Жиганов 1929—1998 з села Атяшево Атяшевського району Мордовії, археолог, історик к.і.н., професор[1]);
- Жиляєв — походить від імені по-батькові Жиляй; Пензенська область;
- Жиндеєв — походить від Чинь теї; Пензенська область;
- Житкін — походить від російського Жито; село Кочкур Мордовія;
- Жочкін; Мордовія (Микола Жочкін 1934—1997 з села Нізовка Ардатовського району Мордовії; рад.-компарт. діяч[1]);
- Жулькін — походить від Шуля; Пензенська область;
- Журавльов; Мордовія (Борис Журавльов нар. 1936 у селі Атяшево Великоігнатовського району Мордовії, компарт. господ. діяч[1]);
- Журкін — походить від Журка; Пензенська область;

### З
- Заварюхін; Мордовія (Микола Заварюхін нар. 1947 у селищі Смирновка Атяшевського району Мордовії, історик, д.і.н.[1]);
- Зазін — походить від Сась; село Кільдюш Нижньогородська область;
- Зайцев; село Маклово Чамзинський район Мордовія;
- Занькін; Мордовія (Олександр Занькін нар. 1950 у селі Кочкурово Кочкуровського району Мордовії, 1-й заступник голови Державних Зборів Республіки Мордовія[1]);
- Здунов; Мордовія (Василь Здунов 1924—1998 з села Лобаськи Атяшевського району Мордовії, герой СРСР, генерал-майор, учасник парада Перемоги на Красній площі Москви 28 червня 1945 року[1]);
- Зінов; Мордовія (Микола Зінов 1924—1999 з села Сімкіно Великоберезниковського району Мордовії; герой СРСР за прорив оборони німців біля Глухова 29 серпня 1943 року[1]);
- Золотавін — походить від Золото ди ава; Саратовська область;
- Зорін — походить від Зоря; Нижньогородська, Тамбовська області, Мордовія;
- Зорькін; Мордовія (Леонід Зорькін нар. 1924 у селі Кабаєво Дубьонського району Мордовії, геолог, д-р.геолог.-мінералог.н-к[1]);
- Зоткін — походить від імені Ізот; Пензенська, Рязанська області;

### І
- Іванов; Нижньогородська й Пензенська області (Фірс Іванов біля 1743—1775 з села Ільїнське (Суралі) Починковського району Нижньогородської області, ватажок Громадянської війни 1774—1775 років під керівництвом Пугачова; Ксенія Іванова 1905-? з колишнього села Чиндяси тепер у складі Шемишейки Шемишейського району Пензенської області, акторка[1]);
- Івашин — походить від імені по-батькові Івуж; Саратовська й Самарська області;
- Івашкін; Мордовія (Андрій Івашкін 1912—1986 з села Кулясово Атяшевського району Мордовії, компарт. і госп. діяч к.е.н.; Серафима Івашкіна нар. 1923 у селі Андреєвка Атяшевського району Мордовії, вчителька[1]);
- Ігнатьєв; Мордовія (Нікон Ігнатьєв 1915—1994 з села Сабанчеєво Атяшевського району Мордовії, компарт.-госп. діяч; Раїса Ігнатьєва нар. 1937 у селі Сабанчеєво Атяшевського району Мордовії, терапевт[1]);
- Ізгалін — походить від Язь кал (вірькал); село Кільдюш у Нижньогородській області;
- Ізмалкін; Мордовія (Геннадій Ізмалкін нар. 1926 у селі Челпаново Атяшевського району Мордовії, рад.-компарт. діяч[1]);
- Ілюшкін — походить від імені по-батькові Ілюж; село Отяж у Мордовії; Олександр Семенович Ілюшкін нар. 1919, Михайло Семенович ІлюшкІн нар. 1916, село Отяж, загинули 1941 року у Мурманській області;
- Імайкін — походить від імені по-батькові Імай; Мордовія;
- Інечин — походить від Інечи;
- Інжаєв — походить від Інже;
- Інжеватов — походить від імені по-батькові Інжеват; Мордовія (Іван Інжеватов 1911—1996 з села Кірюшкіно Угурусланського району Оренбурзької області, літературознавець, критик, топонімист к.філолог.н.[1]);
- Інзаєв — походить від Інзей;
- Інін — походить від Інє;
- Інсаров — походить від Інє сар;
- Інчин — походить від Інє чи; Самарська, Пензенська, Оренбурзька, Архангельська області (Анатолій Інчин 1916—1997 з села Камишлєйка Сєвєрного району Оренбурзької області, поет, письменник, журналіст; Віра Інчина нар. 1951 в Архангельську, терапевт д.м.н. професор[1]);
- Іншин — походить від Інє чи; село Кільдюш у Нижньогородській області;
- Інюшев — походить від імені по-батькові Інюш;
- Ісаєв; Мордовія (Раїса Ісаєва нар. 1942 у селі Нижні Турдакі Кочкуровського району Мордовії, технік-технолог бавовнопрядіння[1]);
- Ісайкін; Мордовія (Зоя Ісайкіна нар. 1934 у селі Косогори Великоберезниковського району Мордовії, вчителька[1]);
- Ісаков; Мордовія (Ніна Ісакова 1932—1993 з села Дубьонкі Дубьонського району Мордовії, терапевт[1]);
- Ісламов; Мордовія (Олександра Ісламова нар. 1914 у селі Кіржемани Атяшевського району Мордовії, вчителька[1]);
- Ішуткін — походить від імені по-батькові Ішут; Мордовія й Самарська область (Микола Ішуткін нар. 1954 у селі Сімкіно Великоберезниковського району Мордовії, поет і журналіст);

### К
- Кавайкін — походить від Каванямс;
- Кавиньов — походить від Кавонєст;
- Кабаєв — походить від імені по-батькові Кабай; Мордовія;
- Кадакін — походить від Кадака; Мордовія;
- Каданніков — походить від імені по-батькові Кадан; Самарська область;
- Каданцев, Кадомцев — походить від Кадомс; Пензенська область;
- Кадиков — походить від Кадомс, кадік;
- Кадишев — походить від імені по-батькові Кадиш, від слова кадомс; Татарстан; співачка Надія Кадишева;
- Казаєв — походить від імені по-батькові Казай; Самарська область;
- Каламін — походить від Калмо; Шемишійський район Пензенська область;
- Калганов — походить від Колган, калгомс; Інжавінський район Тамбовської області;
- Кальмагаєв[3]
- Калякін — походить від імені по-батькові Каляй; Пензенська область;
- Камайкін — походить від імені по-батькові Кємай; Чамзінкайський район Мордовії; військовий Степан Якович Камайкін;
- Канайкін — походить від імені по-батькові Канай; Мордовія;
- Карбаєв — походить від імені по-батькові Карбай; село Турдак, Мордовія;
- Каргін — походить від Карго; Мордовія;
- Карезін — походить від Каряз; Інсарський район Мордовії;
- Карташов — походить від Кортакшов («хто багато говорить»); село Вєчкан Самарської області;
- Карязов — походить від Каряз;
- Касаткін — походить від Касомс, походить від імені по-батькові Касат; Рязанська й Саратовська області;
- Качаєв — походить від імені по-батькові Кочай; Саратовська область; Баликлєйсе;
- Кашин — походить від Каша; село Кільдюш, Нижньогородська область;
- Кєдяркін — походить від Кєдь ерькє; Нижньогородська область;
- Кєжватов — походить від імені по-батькові Кєжват, Кіжеват; Мордовія;
- Кєлін — походить від Кєль;
- Кємайкін — походить від імені по-батькові Кємай; село Марізь у Мордовії;
- Кєчемасов — походить від імені по-батькові Кєче, Кєчемастор, Кєчемас; село Кільдюш у Нижньогородській області;
- Кєчин — походить від Кєче;
- Кізаєв — походить від імені по-батькові Кізе, Кізай; Мордовія;
- Кільдеркін — походить від Кальдєрька;
- Кільдюшкін — походить від імені по-батькові Кільдюш; Мордовія;
- Кіндялов — походить від Кєндял; Мордовія;
- Кінякін — походить від Кіняка; Мордовія;
- Кіпайкін — походить від імені по-батькові Кіпай; Мордовія;
- Кірдянкін — походить від імені по-батькові Кірдян;
- Кірін — походить від Кірє;
- Кірсанов — походить від Кірє ди сан; село Кільдюш у Нижньогородській області;
- Кісвянцев — походить від Кіс вєнсті; Рязанська область;
- Кістанкін — походить від Кістий, кстий; походить від імені по-батькові Кістан; село Кочкур у Мордовії;
- Кітунькін — походить від Кі тусь; село Кільдюш у Нижньогородській області;
- Кіушкін — походить від імені по-батькові Кіуш; село Пічеур у Мордовії;
- Кіушов — походить від імені по-батькові Кіуш; Нижньогородська область; В. П. Кіушов (1893—1942) — розстріляний директор Лукояновського ерзянського училища;
- Кіяткін — походить від імені по-батькові Кіята; село Захарка у Самарській області;
- Кобаєв; Чувашія (Макар Євсевьєв (справжнє прізвище Кобаєв) 1864—1931 з сельця Малі Кармали Ібресінського району Чувашії, вчений, просвітник, вчитель);
- Кованьов — походить від Ков а нєї;
- Ковлягін — походить від Ков лєй; Пензенська область й Рузаєвський район Мордовії;
- Козаєв — походить від імені по-батькові Козай, Кузай; Мородовія;
- Коканов — походить від Кока, кокадемс, Кокан; Мордовія;
- Колганов — походить від Колган; Пензенська область;
- Кономанін — походить від Кона мані; село Кільдюш у Нижньогородській області;
- Корчагін — походить від Корьцяга;
- Косов — походить від Косо; село Кочелково у Мордовії;
- Костін — походить від імені по-батькові Костяй; село Батуж Атяшевського району у Мордовії;
- Костюнін — походить від імені по-батькові Костюн; Чамзинський район Мордовії;
- Кочаєв — походить від імені по-батькові Кочай; село Кєльвядні (Кєльмє вєднє) в Ульяновській області;
- Кочелаєв — походить від Кочай лєй; Саратовська область;
- Кочуров — походить від Кочкі ур; Рязанська область;
- Кошаєв — походить від імені по-батькові Кошай, Кочай; Рязанська область;
- Куваєв — походить від Куво;
- Кудашкін — походить від Кудат; село Кочкур у Мордовії;
- Кудашов — походить від імені по-батькові Кудаш; Саратовська область;
- Кузляєв — походить від Куз лєй; Пензенська область;
- Кузоватов — походить від імені по-батькові Кузоват[4];
- Кузовлєв — походить від Кузов лєй;
- Кузякін — походить від Куз; село Коломас у Самарській області;
- Кулагін — походить від Кулага; Тамбовська область;
- Кулдиркаєв — походить від Кулдуркай, Кулдиркай (кулдирк-валось); Мордовія;
- Кулейкін — походить від Куля; Пензенська область;
- Куляєв — походить від Куля; Тамбовська область;
- Кульшин — походить від Куля, Кульша; Тамбовська область;
- Куманяєв — походить від Кумонь нєї; село Кільдюш у Нижньогородській області;
- Куркін — походить від Курка; село Піченькужо у Нижньогородській області;
- Курмаєв — походить від Корьмай; село Пачелма у Пензенській області;
- Кутуров — походить від Кутур; село Покш Ігнат у Мордовії;
- Кутяков; Іван Семенович Кутяков (1897—1938) з села Шалаши (перейменовано на Красна Рєчка) у Саратовській області — комкор й заступник командуючого Приволзьким військовим округом з 1935 року, розстріляний як ерзянський націоналіст;
- Кучін — походить від Кучомс; Пензенська область;

### Л
- Лагунов — походить від Лагун;
- Лазов — походить від Лаз;
- Ландін — походить від Ландямс;
- Ларкін — походить від Ларь; Шемишейський район Пензенська область;
- Латкін — походить від Латко; Волгоградська область;
- Лачін — походить від Лачо; Мордовія;
- Лєвшанов — походить від Левш — мачула;
- Лєляєв — походить від Леляй;
- Лєтавін — походить від жіночого імені Літава;
- Лілєвкін; Рязанська область;
- Лісін — походить від імені по-батькові Лісяй; Саратовська область;
- Лісюткін — походить від імені по-батькові Лісюта; Балашовський район Саратовська область;
- Літвінов — походить від жіночого імені Літава; поширено у Пензенській, Самарській, Нижньогодоській та Волгоградській областях;
- Літовін — походить від жіночого імені Літава; поширено у Нижьогородській області;
- Лобазов — походить від Лабаз;
- Логунов — походить від Лагун; Тамбовська область;
- Ломакін — походить від Ломань, Ломака; Пензенська область;
- Ломов — походить від Ламо; Саратовська область;
- Литкін — походить від Литамс, литка; Рязанська область;
- Люкшін — походить від Люкша; Саратовська область;
- Люлякін — походить від Люляка (гусь, гусеня); Самарська область; письменниця Серафима Люлякіна;
- Лягін; Нижньогородська область;
- Лялін, Лялов — походить від Ляляй, лєляй; Ульяновська область;
- Ляпін — походить від Лєй пє, лєпє; Пензенська область;

### М
- Мазаєв — походить від імені по-батькові Мазай (Микола Некрасов «Дед Мазай и зайцы»), Волгоград область;
- Мазін — походить від Мазий, Мазай; Пензенська область;
- Макушкін — походить від Максомс, Макуш походить від імені по-батькові; Мордовія;
- Макшов — походить від Макшо; Мордовія;
- Малюков — походить від Малюк; село Андреєвка у Мордовії;
- Маресьєв — походить від імені по-батькові Маризь; Нижньогородська область;
- Мариськін — походить від імені по-батькові Маризь; Мордовія;
- Мартішин — походить від Мар тікше; Рязанська область;
- Мартяшев — походить від Мар тікше; село Кільдюш у Нижньогородській області;
- Масаков — походить від імені по-батькові Масак; село Кільдюш у Нижньогородській області;
- Маскаєв — походить від імені по-батькові Маскай; Мордовія;
- Мєлєшкін — походить від Мєль, мєля, Мєлєсь;
- Мєркін — походить від Мєремс, мєря; село Кільдюш у Нижньогородській області;
- Мікаєв — походить від імені по-батькові Микай; Мордовія;
- Міхатов — ім'я Міхат; Мордовія;
- Моторкін — походить від Мотордомс, моторка — моткодіця; Мордовія;
- Мочайкін — походить від імені по-батькові Мочай;
- Мочаткін — походить від імені по-батькові Мочат; село Сабаново у Мордовії;
- Мусальов, Музальов — походить від Мусат; Мордовія;
- Мучкаєв — походить від Мучкамс; Самарська область;

### Н
- Надькін — походить від Надя; Нижньогородська область;
- Нуянзін — походить від Нуянза; село Дягільовка у Марій Ел;

### О
- Одушев — походить від імені по-батькові Одуш; село Кільдюш у Нижньогородській області;
- Олялін — походить від Оля, Оляка;
- Осташкін — походить від Остай, походить від імені по-батькові Осташ; село Кільдюш у Нижньогородській області;
- Очкін — походить від Очко; Самарська область;
- Ошкін — походить від Ош, ошкє; Самарська область, Мордовія (Ошкін Михайло Степанович, 1881—1933 нар. у селі Пермісь, 4-х кратний георгієвський кавалер, розкуркулений й страчений більшовиками як «ворог народу»).

### П
- Паксеваткін — Паксєват походить від імені по-батькові; село Ташто Нєйма, Великоберезниковський район, Мордовія.
- Панькін — походить від Панємс, Паня; Мордовія, Пензенська область;
- Парадеєв — походить від Паронь тєї; Нижньогородська область;
- Парамзін — Промза походить від імені по-батькові; Тамбовська область;
- Паратов — Паро, Парат походить від імені по-батькові;
- Паркін — походить від Паро, парька; село Нізовка Атяшевського району, Мордовія;
- Паротькін — Парота походить від імені по-батькові; село Кільдюш у Нижньогородській області;
- Пацин — походить від Паця, патяй; Саратовська область;
- Піянзін (Пєнзін)  — Пенза походить від імені по-батькові; Пензенська область, Шемишейський район;
- Пєрваєв — походить від російського запозичення «Пєрвой»; село Кільдюш у Нижньогородській області;
- Пєсков — походить від Пєшксє ков; село Кільдюш Нижньогородській області;
- Пєтайкін — Пєтай походить від імені по-батькові; Мордовія;
- Пєткільов — походить від Пєтькєль; Мордовія;
- Пєщаєв — походить від Пєштє; село Кільдюш у Нижньогородській області;
- Пінаєв;
- Пінясов;
- Піскайкін — походить від Пікс; Мордовія;
- Планкін — походить від Планка; село Кільдюш у Нижньогородській області;
- Пльонкін — походить від вказівника «Бльонк» ; село Кільдюш Нижньогородській області;
- Плєшаков — походить від Пєлє чи; село Кільдюш у Нижньогородській області;
- Подмарьов — походить від Потмар, под ди мар; село Захарка у Самарській області;
- Полякін — походить від Паля; село Покш Ігнат у Мордовії;
- Поляков — походить від Паля; село Кільдюш у Нижньогородській області;
- Потякін — походить від Потяка; село Волгіно у Мордовії;
- Прокаєв — Прокай походить від імені по-батькові; село Покш Пєрмієво у Пензенській області;
- Прончатов — Прончат походить від імені по-батькові; село іцял у Мордовії (ерзянський поет Прончатов Іван Миколайович, 1918);
- Пужаєв — походить від Пужомс, Пужай; Нижньогородська область; Лукояновський район;
- Пурєскіна — походить від Пурє, Пурєсь; Мордовія;
- Пуркаєв — Пурька, Пуркай походить від імені по-батькові; Пічевєлєсе, Мордовія (Пуркаєв А. — армійський генерал, ракетань армиянь прявт);
- Пьянзін — походить від Піянза авань; село Покш Ігнат у Мордовії.

### Р
- Радаєв — походить від імені по-батькові Радай;
- Радайкін — походить від імені по-батькові Радай; Мордовія;
- Разаєв — походить від Ерзя, Ризай; Саратовська область, село Покш Мелик Балашовського району у Саратовській області;
- Разуваєв; село Покш Уда (Велика Уда) у Нижньогородській області;
- Рангаєв — походить від Рангай; Мордовія;
- Расяєв — походить від Ерзя, Ерзяй; конат російський сёрмадстыцятненень марявсь «расяй». село Кільдюш у Нижньогородській області;
- Рауткін — походить від Раужо, фінське rauta — кшні; Самарська область;
- Ревін — походить від Ревє;
- Резаєв — походить від імені по-батькові Ризай; село Захарка у Самарській області;
- Резайкін — походить від імені по-батькові Резай; село Корино у Нижньогородській області;
- Ремізов — ім'я Ермєзь; Інсарський район у Мордовії;
- Родаєв — походить від імені по-батькові Радай; Чамзинський район у Мордовії;
- Розанов — походить від імені по-батькові Рузан; Рязанська область;
- Розгільдеєв (Разгільдеєв) — один з останніх князів Баюш Розгільдеєв з Алатиря 17 сторіччя);
- Ромашкін — Рамашке продештястонть;
- Ромоданов — походить від Рамамс; Ерзянь Адлякува село у Самарській області;
- Рузавкін — походить від Рузава; Мордовія;
- Рузанкін — походить від руз Анка;
- Рузанов — походить від імені по-батькові Рузан; Ерзянь Адлякува село у Самарській області 19-це пингенть песэ Нижньогородська ошонь архивень комиссиянь прявтось А. С. Гацисський пель целковоень кис рамась та-кодамо селонь ломанень кедьстэ конёвт-сёрмадовкст кекшезь ярмакто-мезде. Сеть сёрмадовкстнэ теезельть, келя, Разин Стёпанонь кедьсэ. Конёвсонть ульнесть невтезь ниленьгеменьшка ярмаконь ды лия питней улипаронь-мезень кекшемат, конатнень, келя, теекшнылинзе Разин С. Арзамас ды Лукоянов оштнэнь маласо. Конёвтнэсэ сёрмадозель: "Карминдерят ардомо Арзамас ёндо, вить ёно Галь виренть(Галев бор) томбале, косо эриль Голявин Калина, ульнесь Чевгель вирь (Калинов бор) ды Клюкань чеядавкс (Клюковское болото) ды Чирь Кужо (Косая поляна), косо кавто вайгельбесэ эриль эрзя Рузан… Янстонть вить кедь ёно касы пиче, лангсонзо керязь овтонь нерь, кона сурсо невти путовкстнэнь ёнов, а неренть удало, колоньгемень сэльсэ чипелеёно, модас валязь сиянь ярмаксо пештязь симемавакан…
- Рузляєв — походить від Руз лєй;
- Русляєв — походить від Руз лєй; село Ялаєво у Волгоградській області;
- Русяєв — походить від імені по-батькові Русяй; Мордовія;
- Ричагов — походить від Рицяга; Мордовія;
- Рябов — Рябов А. П. — эрзянь келеньсодый. Ледезь чумовтомо Ине терроронь шкастонть. Чадыковонь 16-це чистэнть эрьва иестэ ней эрзятне тешкстнить ЭРЗЯНЬ КЕЛЕНЬ ЧИ. Теке чистэнть кундыть А. П. Рябовонь лемензэ.

### С
- Сабаєв — походить від імені по-батькові Сабай; Мордовія, Пензенська область;
- Савєлькін — походить від Сивєль; село Кільдюш у Нижньогородській області;
- Савкін — походить від Савтнємс; село Кільдюш у Нижньогородській області;
- Самаркін — походить від Самара; Мордовія;
- Сараєв — походить від Сар, саро; Мордовія;
- Саранцев — походить від Саран; Самарська область;
- Сараскін — походить від Сараз; Москов ош;
- Сатаєв — походить від імені по-батькові Сатай; Тамбовська область;
- Сатайкін — походить від імені по-батькові Сатай;
- Саткін — походить від Сати; Самарська область;
- Сєляєв — походить від імені по-батькові Сіляй; Чамзинський район Мордовії;
- Сємаєв — Сімемс, походить від імені по-батькові Симай; село Кільдюш у Нижньогородській області;
- Сємушев — походить від імені по-батькові Сьомуж; Мордовія;
- Сєтін — походить від Кєзерень сетя; у фінській мові: seta — батько, старший або молодший брат; початкова здогадка — се тетясь; село Захарка у Самарській області;
- Сімдянов — походить від імені по-батькові Сімдян; Мордовія;
- Сінікін — походить від Сєніка; село Пічеур у Мордовії;
- Служаєв — походить від імені по-батькові Служай; село Захарка у Самарській області;
- Слушаєв — походить від імені по-батькові Служай; село Мадіж у Мордовії;
- Сонаєв — походить від імені по-батькові Сонай; Мордовія;
- Станкін — походить від Стамс; село Курилова Ромодановського району у Мордовії;
- Стєняєв — походить від імені по-батькові Стєняй; Мордовія;
- Судаєв — походить від імені по-батькові Судо, Судай; село Кільдюш у Нижньогородській області;
- Сульдін — походить від імені по-батькові Сульдяй, від особистого імені Сульда засвідченого у дозорній книзі Нижньогородського повіту 1588 рокі у сельці Ватцькой над річкою Вад мордвин Сульда Олєксеєв; Д. В. Циганкін вважає роходження від слова сулей — тінь, що вказує на заміну батька; також ймовірно виникнення від татарського сульда — шульга, або монгольського сюлда — прапор, символ; понад 1 тисяча носіїв, переважно у східних посурських районах Мордовії: найчисельніші в Дубенському районі: с. Ардатово — 103 особи, Налітово (тепер Цукарево) — 56 осіб, Турдаково — 43 особи, кілька родин у селах Поводімово й Морга; понад 100 осіб у суміжному Великоберезниковскому районі (села Косогори й Старі Наймани); на південний захід у селах Напольна Тавла й Сємілєй Кочкуровському районі; на північ в селах Тарасово, Батушево, Сєлшці Атяшевського району, в Ардатовському районі у селах Баєво и Канаклєйка Ардатовського району; 3 родини у селі Парадеєво на кордоні Ічалковського й Атяшевського районів; в Інзенському й Карсунському районах Ульяновської області, у селах Великий Враг Шатковського району Нижньогородської області; 40 Сульдіних у 1932 році мешкали в селі Планське на північному сході Пензенської області;[5]
- Сульдяєв — походить від імені по-батькові Сульдяй; село Дубінькау Мордовії;
- Сульдяйкін — походить від імені по-батькові Сульдяй; Мордовія;
- Суняйкін — ім'я Суняй; Мордовія;
- Сураєв — ім'я Сурай; Мордовія;
- Сурін — походить від Суре;
- Сустатов — походить від Сустамс; Нижньогородська область;
- Сутеєв — походить від Сув тєї;
- Суходеєв — походить від Сокань тєї; Самарська область;
- Сирескін — ім'я Сиресь; Мордовія;
- Сирямін — ім'я Сире, Сиряма; Мордовія;
- Сюмкін — походить від Сюм; Эйсэнзэ невтеви кода салавине пеедить; Мордовія;

### Т
- Табаков — походить від Табак (Катерь сан);
- Таганов — походить від Таган; Оренбурзька область; Ташто Боризсело;
- Табашин; Нижньогородська область;
- Талдін — походить від імені по-батькові Талдай; Мордовія;
- Тєлін — походить від Тєлє;
- Тікшайкін — походить від імені по-батькові Тікше, Тікшай; Мордовія;
- Тінговатов (Ці[и]нговатов, Тінгаєв, Тінгайкін) — походить від словосполучення тінге і ват, в перекладі роджений[6]на току.
- Тремасов — походить від Три мастор, Тримас походить від імені по-батькові; Кечень яярайон; Мордовія;
- Тувін — походить від Туво; Мордовія;
- Тумаєв — Тумо, походить від імені по-батькові Тумай;
- Турцаков — походить від Торцадемс; Пензенська область рузыязь эрзятне нейгак кортыть: «Дать в торец»;
- Тюкалкін — Чукадємс, походить від імені по-батькові Чукал; село Кільдюш у Нижньогородській області;
- Тюльмаєв — Тюльмай прдештястонть; село Кільдюш у Нижньогородській області;
- Тюльтяєв — «Чульть-чальть» невтема походить від; село Кільдюш. Нижньогородська область;
- Тюсов — походить від Тюс;
- Тяпаєв — походить від імені по-батькові Тяпай, Чапай; Мордовія;
- Тяпкін — походить від імені по-батькові Чапомс, Чапай; село Кільдюш у Нижньогородській області;

### У
- Урайкін — походить від Уро, ур, урай; Мордовія;
- Учаєв — ім'я Учай; Мордовія
- Учайкін — походить від імені по-батькові Учай; Мордовія;
- Учватов — походить від імені по-батькові Учват, Учеват; Мордовія;
- Учкін — походить від Учомс, Учай; Мордовія;

### Ц
- Циряпкін[7]

### Ч
- Чавкін — походить від Чавка; Мордовія, село Ерзянь Бокла у Оренбурзькій області;
- Чадаєв — походить від імені по-батькові Чади, Чадай; село Кільдюш у Нижньогородській області;
- Чаїркін — походить від Чей єрькє; Мордовія;
- Чапаєв — походить від імені по-батькові Чапай; Василь Чапаев — Якстере армиянь ушмодей;
- Чапарин — походить від Чапакс парь; Нижньогородська область;
- Чевєлін — походить від Чевєлямс; Рязанська область;
- Чевтаєв — походить від імені по-батькові Чевтє, Чевтай; село Захарка у Пензенській області;
- Чекашев — походить від імені по-батькові Чекамс, Чекаж; Мордовія;
- Чекмасов — походить від імені по-батькові Чекмас; Самарська область;
- Чекушев — походить від імені по-батькові Чи кужо, Чекуш; Мордовія;
- Ченгаєв — походить від імені по-батькові Ченгемс, Ченгай; Нижньогородська область;
- Чепанов — походить від Чапан; Мордовія;
- Черашев; село Шокша у Мордовії;
- Четвєргов — походить від Четвєрг; Мордовія;
- Чечеватов — походить від імені по-батькові Чечеват; село Ашо Лісьма (Білий Ключ) в Ульяновській області (генерал-полковник Віктор Чечеватов — командувач Київським ВО, що відмовився приймати українську присягу у був призначений командувачем Східним ВО);
- Чивалдов — походить від Чи валдо; Ульяновська область;
- Чигажов — походить від Чи кужо; Мордовія;
- Чигірьов — походить від Чинь кірє; село Кільдюш у Нижньогородській області;
- Чинаєв — походить від імені по-батькові Чинай; Мордовія;
- Чиндяскін — походить від імені по-батькові Чиндяс; Мордовія;
- Чиняєв — походить від імені по-батькові Чиняй; Мордовія;
- Чичкін — походить від Чичав; село Турдак у Мордовії;
- Чуранов — походить від Чурамс;
- Чучаєв — походить від Чучака, Чучай продештястонть; село Кільдюш у Нижньогородській області;

### Ш
- Шаваров — походить від Шта варя; село Кільдюш у Нижньогородській області;
- Шавензов;

- Шадчнєв — походить від Шачтай; Пензенська область;
- Шаронов — походить від Чаро; Мордовія, Самарська область; Шаронов эрзянь эпосонть «Масторава» пурныцясь ды теитясь;
- Шачнєв — походить від Шачтамс, Шачтай; Вадінський район Пензенська область;
- Шашин — походить від Шаштомс; Пензенська область;
- Шейкін — походить від Чей; Пензенська область;
- Шепєлєв — походить від Чи пєлє; Пензенська область;
- Ширманкін — походить від Чирьман; Мордовія;
- Ширяєв — походить від Чире, Чиряй; Нижньогородська область;
- Шкаєв — походить від Шкай;
- Шорін — походить від Шорат; село Кільдюш у Нижньогородській області;
- Шукшин — походить від Шукш; Ульяновська й Алтайська області;
- Шумілкін Володимир Андрійович.

### Щ
- Щанкін — походить від Шта; Мордовія;
- Щепалкін — походить від Чи палкш, шта палкш; село Кільдюш у Нижньогородській області;

### Е
- Ерясєв — походить від Ерямс;
- Ескін — походить від Ескє.

### Ю
- Юматов — походить від Йомамс;
- Юртаєв — походить від імені по-батькові Юртай; село Захарка у Самарській області, Мордовія; село Ташто Захарка у Пензенській області (Юртаєв Микола Никифорович, нар. у 1923 у селі Захарка у Самарській області, 1943 иестэ ёмась кулявтомо, ледниця, ПП-25820. рядовой);
- Юртайкін — походить від імені по-батькові Юртай;

### Я
- Якушев — Якамс, походить від імені по-батькові Якуж; Нижньогородська область, Пензенська область;
- Якушкін — походить від імені по-батькові Якуж;
- Ялгін — походить від Ялго, ялга;
- Ямов — походить від Ям;
- Ярмаков — походить від Ярмак;
- Яушев — походить від Явомс, Яуш.

## Дивиться також
- Мокшанські прізвища